# Geschiedenis van de Joden in Suriname

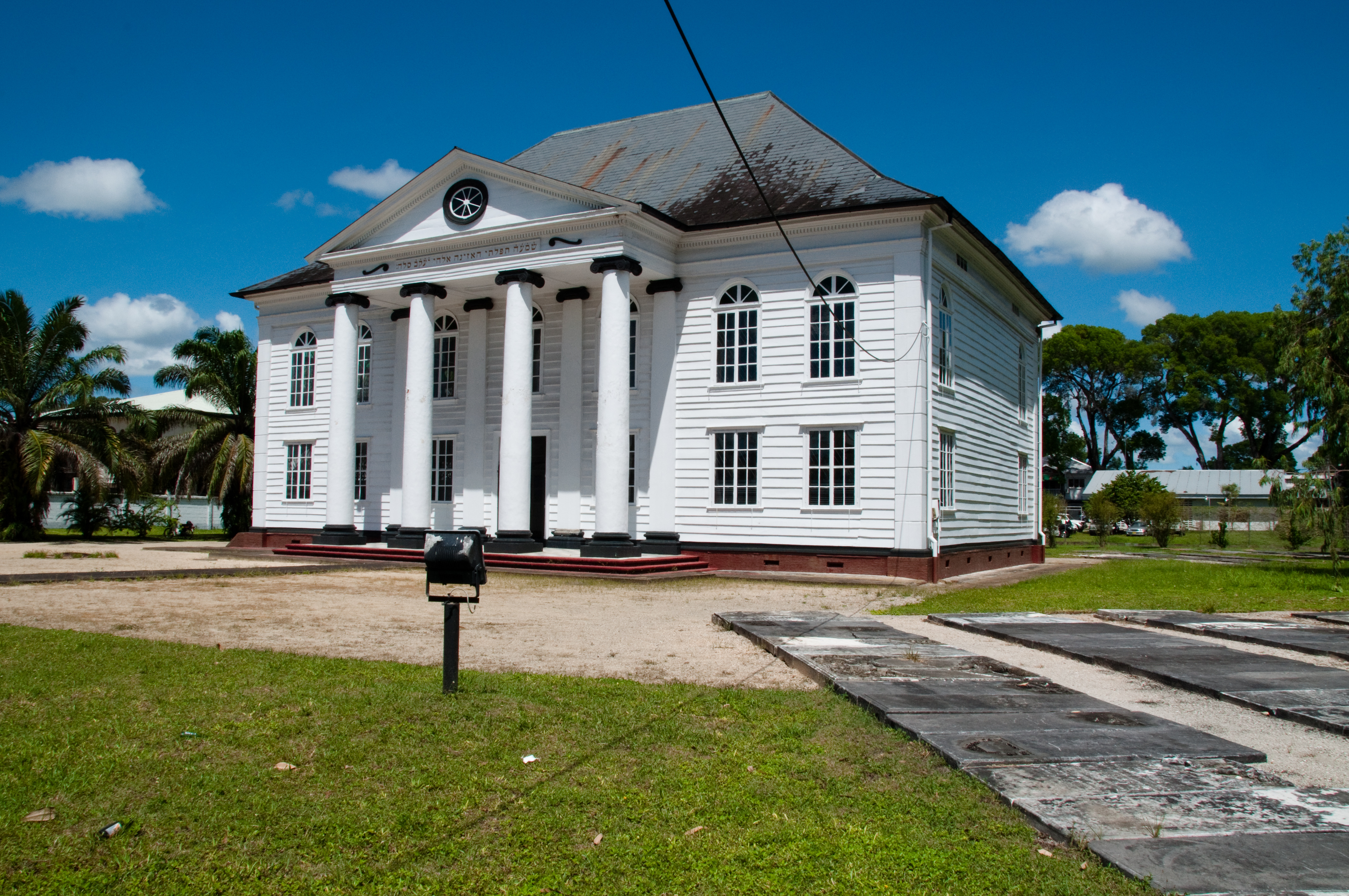
De Neve Shalom-synagoge in Paramaribo

De geschiedenis van de Joden in Suriname begint in de 17de eeuw; In 1639 stond de Engelse regering Sefardische Joden uit Nederland, Portugal en Italië toe naar de regio te komen. Deze eerste groep vestigde zich in de oude hoofdstad Thorarica. Een verdere groep kwam in 1652, onder de regering van Francis Willoughby. Zij vestigden zich in Jodensavanne. Een derde groep kwam in 1664 uit Cayenne (in Frans-Guyana).
Er is nog altijd een actieve synagoge in Paramaribo (de hoofdstad van Suriname), de Synagoge Neve Shalom. Bij de laatste volkstelling in 2012 gaven 181 mensen "Jodendom" aan als hun godsdienst, een verwaarloosbaar percentage in een bevolking van een half miljoen. Wel moet opgemerkt worden dat een totale dekking bij dit soort onderzoek niet goed mogelijk is. Het werkelijke aantal zal wellicht iets hoger liggen.

## Begin
| Jaar | Totaal | Sefardim | Asjkenazim | gekleurden |
| ---- | ------ | -------- | ---------- | ---------- |
| 1660 | 150    |          |            |            |
| 1684 | 232    |          |            |            |
| 1695 | 550    | 475      | 75         |            |
| 1787 | 1411   | 834      | 477        | 100        |
| 1791 | 1330   | 870      | 460        | 100        |
| 1811 | 1292   | 745      | 547        | 95         |
| 1831 | 1286   |          |            | 50         |
| 1845 | 1324   |          |            | 66         |
| 1845 | 1365   | 549      | 816        | 60         |
| 1921 | 670    | 352      | 318        |            |
| 1974 | 250    |          |            |            |
| 2007 | 150    |          |            |            |
| 2012 | 181    |          |            |            |

Het is niet bekend wanneer precies de eerste Joden naar Suriname kwamen. Kort na 1632 zouden Joden uit Nederland en Italië zich aan de Surinamerivier gevestigd hebben. In 1652 kwam met Lord Willoughby een groep Engelse Joden naar het land en vestigde zich in Jodensavanne. Een derde groep kwam in 1664 uit Cayenne. Daar hadden zich vele Joden gevestigd die, na de verovering door de Portugezen, uit Nederlands Brazilië waren verdreven. Cayenne werd echter in 1664 aan de Fransen teruggeven, die alle Nederlanders en Joden het land uit zetten. Zij trokken daarop naar Suriname. Er bestaat echter discussie over hun pad daarheen. Volgens sommigen gingen ze rechtstreeks naar Suriname, terwijl anderen menen dat de Joden eerst naar het huidige Guyana trokken. Ze zouden dan pas nadat hun plantages in 1666 door de Engelsen werden vernietigd naar Suriname gekomen zijn.

## Synagoges
In totaal zijn er drie synagoges gebouwd in Suriname: Beracha Ve Shalom ("Zegen en Vrede") in 1685 in Jodensavanne, Neveh Shalom in 1719 in Paramaribo door Asjkenazische Joden en Zedek ve Shalom ("Rechtvaardigheid en Vrede") in 1735 door Sefardische Joden, eveneens in Paramaribo. Voor mensen van gemengde Joodse-Afrikaanse afkomst was er de Darkhe Yesharim.
Jodensavanne bevond zich zoals de meeste nederzettingen uit de Engelse tijd op de meer in het binnenland gelegen hoogvlakte. Onder het Nederlandse bewind begon men echter steeds meer de lager gelegen, vruchtbarere kustvlakten te ontwikkelen. Daarnaast zorgden de kaapvaart van Jacques Cassard (Cassard-expeditie), concurrentie door suikerbieten en een opstand door Marrons voor de ondergang van de op slaven en rietsuiker gebaseerde economie van Jodensavanne. Na zijn bloeitijd, toen er ongeveer tachtig huizen stonden, begon Jodensavanne langzaamaan achteruit te gaan.
De vestiging werd dus opgegeven. Men bleef echter nog voor feestdagen naar de synagoge in Jodensavanne terugkomen tot die op 10 september 1832 door een brand vernietigd werd. De synagoge in Jodensavanne werd 1865 voor het laatst gebruikt. Daarna werd het gebied wederom door het oerwoud overgenomen.

## Plantages
Joden vormden een belangrijke groep van plantagebezitters in de landbouwkolonie Suriname. Eind 17e eeuw telde het gebied veertig joodse plantages met duizenden slaven. Rond 1790 was het aantal slaven afgenomen naar 995, waarvan 972 Afrikaans en 23 Inheems (tegenover 2.337 slaven bij christelijke plantage-eigenaren). Op dat moment was de helft van de Europese bevolking van Paramaribo van Joodse afkomst. Slaven van Joodse plantages die meevochten tegen Marrons kregen manumissie, maar konden nooit volwaardig joods worden. Een joodse man die met een mulattin trouwde, werd van de ledenlijst gehaald. In de bloeitijd van de plantage-economie (18e eeuw, Surinames 'Gouden Eeuw') vormden de Joodse plantage-eigenaren de ruggengraat van de jonge kolonie. Door overinvesteringen en daling van de wereldprijzen voor koloniale producten konden veel planters hun aflossingen niet meer opbrengen. De plantages werden daarop voor een appel en een ei verkocht aan schuldeisers en voortaan beheerd door administrateurs (absenteïsme). Dit waren veelal nieuwe kolonisten uit Nederland, die weldra de nieuwe Surinaamse elite zouden gaan vormen. Wat betreft de slavernij dient opgemerkt dat vanuit beide Joodse gemeenschappen in Suriname nooit een stem heeft geklonken voor de afschaffing van de slavernij of tegen de slechte behandeling van slaven, ook niet ten tijde van de daadwerkelijke afschaffing in 1863. De toenmalige opperrabbijn M.J. Levenstein (1857-1864) werd, nog altijd, de rabbi van de plantagebezitters genoemd.

## WOII en Saramaccaproject

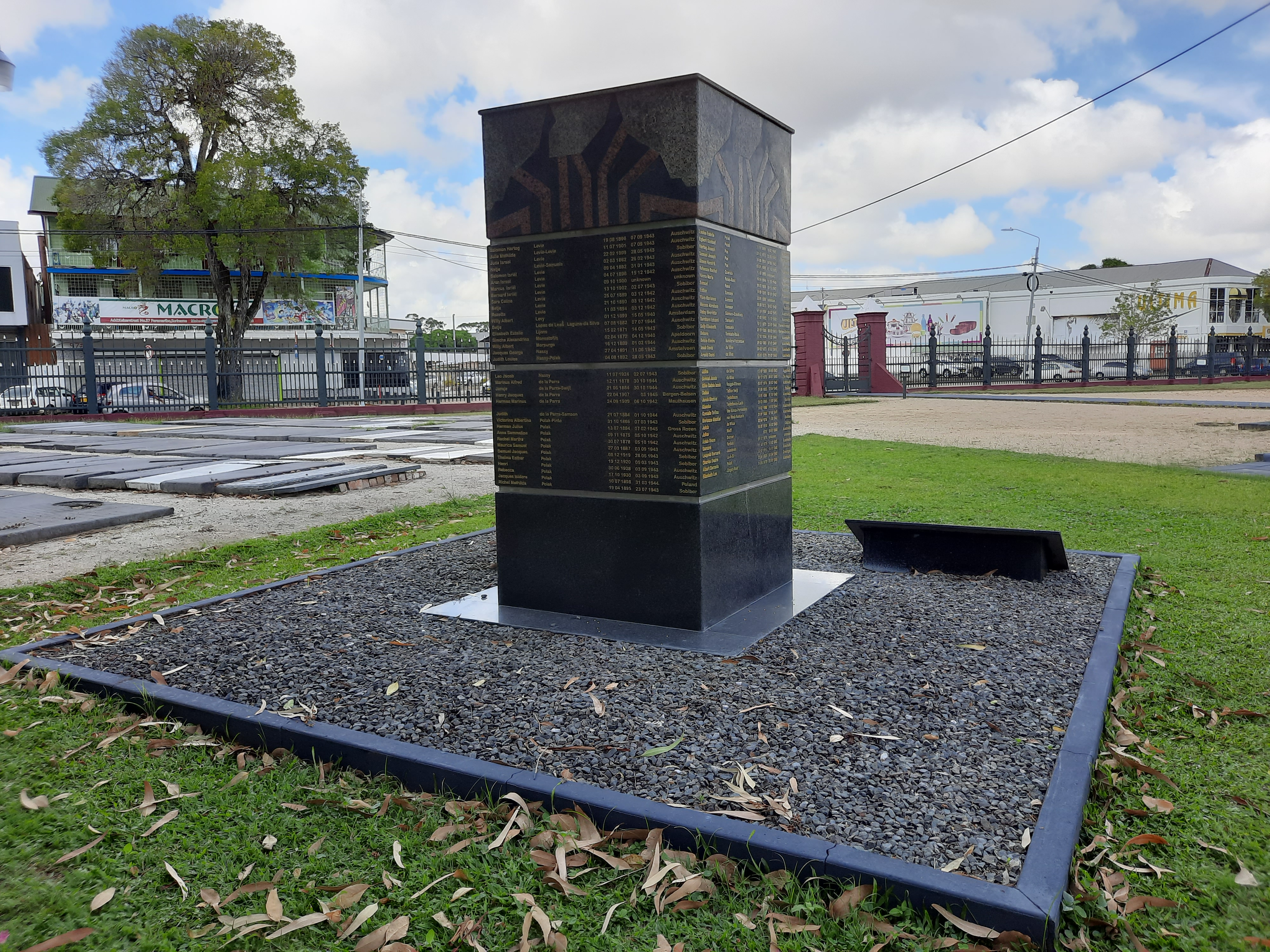
Holocaustmonument, Paramaribo

Vanaf het aan de macht komen van Hitler in 1933 ontstond in Europa een steeds groeiende stroom Joodse vluchtelingen waarop de wereld geen antwoord had. Na de Kristallnacht (9 nov 1938) nam de vluchtelingenstroom verder toe. Nederland besloot hierop de grenzen sterker te bewaken en zelfs Joden terug te sturen. Enkele weken na de Kristallnacht kwam de leider van de NSB, Anton Mussert, echter met een alternatieve oplossing. Hij wilde de drie Guiaanse kolonies (Frans- en Brits-Guiana en Suriname) een "Verenigd Guiana" maken dat zou dienen als "Joods Nationaal Tehuis". Het voorstel werd op 2 december 1938 in de Tweede Kamer besproken en afgekeurd.
In 1942 arriveerde een groep van 1.000 Franse joden in Suriname. Zij waren eerst naar Portugal gevlucht en kregen toestemming om naar Suriname te emigreren. Later volgden meer transporten.
Na de Tweede Wereldoorlog werd het idee om in Suriname een Joodse kolonie te stichten opgepikt door de Amerikaanse Freeland Luague, een organisatie met als doel buiten Palestina een onderkomen voor de Joodse ontheemden te vinden. Samen met een Surinaamse gouvernementsadviescommissie ontwikkelden zij in 1946 een voorstel om 30.000 Joden uit Europa op een tussen de 60 en 65 km² groot gebied ten zuidwesten van Groningen, in Saramacca te vestigen. Het plan werd in 1947 goedgekeurd door de Staten van Suriname, maar werd irrelevant toen in 1948 de staat Israël werd uitgeroepen.

## Ondergang van de gemeenschap?
De meeste Surinaamse Joden verlieten het land bij de onafhankelijkheid in 1975. De Binnenlandse Oorlog deed ook een groot aantal vertrekken. Het ledental was in beide joodse gemeenschappen zover teruggelopen dat zij niet meer op eigen kracht minjan konden bijeenbrengen, de tien volwassen mannen die voor een gebedsdienst nodig zijn. De diensten werden daarom gezamenlijk gehouden, afwisselend in de Hoogduitse en de Portugese synagoge. In 1999 fuseerden de twee tot de Israëlitische gemeente Suriname.
De voormalige synagoge Beracha Ve Shalom in Jodensavanne is in de jaren 90 van het oerwoud bevrijd; er werden 450 graven gevonden en de ruïne wordt tegenwoordig goed onderhouden. Tzedek ve-Shalom in Paramaribo wordt verhuurd voor gebruik door een computerwinkel; haar meubilair en kunst is uitgeleend aan het Israëlmuseum in Jeruzalem. De Neve Shalom-gemeenschap, thans bestaande uit zowel Sefardim als Asjkenazim, heeft nog ongeveer 130 leden. In 2004 trad zij toe tot de World Union for Progressive Judaism. Het Surinaamse jodendom oefent een toenemende culturele aantrekkingskracht uit. Aan de seidermaaltijd aan de vooravond van Pesach nemen steeds meer niet-joden deel, met name christenen.

## Personen
Personen met een, al dan niet gedeeltelijke, joodse achtergrond, geboren of woonachtig geweest in Suriname (naar geboortejaar):
- David Cohen Nassy (1612-1685)
- Paulo Jacomo Pinto (17e eeuw)
- Samuel Nassy (16??-1701)
- Joseph del Castilho (1694-17??)
- Herman Bromet (1725-1830)
- David Nassy (1747-1806)
- Jacques Judah Lyons (1814-1877)
- Simon Abendanon (1816-1870)
- Alexander Lionarons (1827-1913)
- Meier Salomon Bromet (1839-1905)
- Samuel Bueno Bibaz (1841-1915)
- Abraham George Ellis (1846-1916)
- Maurice Nassy (1858-1930)
- Jacques Bernard Nassy (1861-1919)
- Adolf Curiel (1867-1934)
- Grace Schneiders-Howard (1869-1968)
- Bernard Samuels (1872-1944)
- Augusta Curiel (1873-1937)
- Samuel Henriquez de Granada (1873-1944)
- Jacques Arnold Jessurun (1882-1959)
- Isaak Fernandes  (18??-19??)
- Josef Nassy (1904-1976)
- Abraham Samuel Fernandes  (1906-1941)
- Raymond Pos (1910-1964)
- Jaap Meijer (1912-1993)
- Hugo Pos (1913-2000)
- Elsa van Dien (1914-2007)
- Coos Hartogh (1917-1943)
- René Fernandes (1928-2004)
- Stuart Robles de Medina (1930-2006)
- Jack Fernandes (1934-2021)
- Sigi Wolf (1936-2008)
- Pim de la Parra (1940-2024)
- Lilian Gonçalves (1946)
- Gerard Spong (1946)
- Celestine Raalte (1948)
- Shlomit Schuster (1951-2016)
- Abdullah Haselhoef (1968-2018)
- Edgar Davids (1973)
- Yigal Kopinsky (1985)

## In fictie
- Sarith, een van de hoofdpersonages in het boek Hoe duur was de suiker en de verfilming daarvan is een dochter van een Joodse plantersfamilie. Ook spelen grote delen van het verhaal zich af op Joodse plantages.